# 日本の児童虐待
日本における児童虐待は児童虐待の防止等に関する法律で禁止されており、厚生労働省が所管している。各都道府県には児童福祉法を根拠に、児童相談所が設置されており、一時保護施設（シェルター）を備えている。被虐待児は児童福祉法に基づく要保護児童の対象である。
児童虐待防止法は通報義務を定めており（6条）、虐待が疑われるケースや虐待を受けている可能性のある児童を見聞きした場合は、 速やかに福祉事務所もしくは児童相談所に通告しなければならない。児童相談所は、児童相談所全国共通ダイヤルとして189（いちはやく））を定めており、2019年12月3日より189は通話料無料化された。

## 日本での定義
日本の児童虐待の防止等に関する法律第2条では、「児童虐待」を、「保護者（親権を行う者、未成年後見人その他の者で、児童を現に監護するものをいう）がその監護する児童（18歳に満たない者）に対し、次に掲げる行為をすること」としている。

- 一 児童の身体に外傷が生じ、又は生じるおそれのある暴行を加えること。
- 二 児童にわいせつな行為をすること又は児童をしてわいせつな行為をさせること。
- 三 児童の心身の正常な発達を妨げるような著しい減食又は長時間の放置、保護者以外の同居人による前二号又は次号に掲げる行為と同様の行為の放置その他の保護者としての監護を著しく怠ること。
- 四 児童に対する著しい暴言又は著しく拒絶的な対応、児童が同居する家庭における配偶者に対する暴力（配偶者（婚姻の届出をしていないが、事実上婚姻関係と同様の事情にある者を含む。）の身体に対する不法な攻撃であって生命又は身体に危害を及ぼすもの及びこれに準ずる心身に有害な影響を及ぼす言動をいう。）その他の児童に著しい心理的外傷を与える言動を行うこと。

## 歴史
日本では1933年（昭和8年）3月24日、14歳未満の児童虐待を禁止することを目的とした児童虐待防止法が衆議院における修正を経て貴族院で成立。同年10月1日から施行された。児童虐待の具体的な6行為については、内務省令で次の通り規定された。
- 不具、畸形の児童を観覧に供する行為
- 乞食
- 軽業、曲馬その他危険なる業務にして娯楽の用に供するもの
- 戸々につき、または道路において物品を販売する業務（主に辻占、花、新聞売りなどを想定したもの）
- 戸々につき、または道路において歌舞、遊芸その他諸芸を演ずる業務（獅子舞、漫才、その他の門付けなどを想定）
- 芸妓、酌婦その他酒間の斡旋をなす業務

出生率減少（少子化）の影響で1980年代半ばには措置児童が減少し、補助金も削減され、公立施設においてはその予算を他の福祉施設にまわすため閉鎖されるなどの状況で存続の危機にさらされていた児童養護施設が、国連や日本弁護士会から国連子どもの権利条約の批准を要請されるという衝撃およびマスコミによる家庭内児童虐待の「発見」、民間のホットライン開設による児童虐待注目により、90年代には新たな社会的役割期待に直面した。この結果夜間預かりの実施など施設の大改革期を迎えざるをえず、第二次大戦後最も大がかりな変容を遂げてきた。この流れに対し、「児童虐待問題」は少子化する日本において児童福祉をマーケットを活性化する重要な役割を持っており、国内の児童養護施設が民間経営であることから、既得権保持のため、措置児童数を一定数必要としているとの見解もある。
日本では、小児科医の小林美智子らが、ケンプの影響を受け、1994年（平成6年）に、「日本子ども虐待防止学会」が設立された。1994年（平成6年）9月には、この学会設立の契機となった国際シンポジウム「児童虐待への挑戦」が、日本で始めて児童虐待の先進国から専門家を招いて開催された。この「専門家」とは、児童虐待防止の国際学会として1977年（昭和52年）に設立されていた国際子ども虐待防止学会 (ISPCAN)に集まっていた人々である。600人が集まったこのシンポジウムの講演において、ISPCANの会長を務めた米国コロラド大学のクルーグマン教授は、「子どもを親から離すだけでは何も解決しない」、「今後の日本が作る制度は、法律主導のアメリカモデルよりも、専門職主導のヨーロッパ大陸モデルをすすめる」 と、日本の児童虐待防止政策が進むべき道を提言した。これを契機に日本では、民間で児童虐待を扱う動きが急速に高まった。例えば、1999年（平成11年）に長谷川博一は、世代連鎖を断つことを理念として、親の治療グループ「親子連鎖を断つ会」を設立した。
1999年（平成11年）、当時の宮下創平厚生大臣（小渕第1次改造内閣）は、児童虐待は殺人罪との境界領域にある事象であると国会で訴えて、「児童虐待の防止等に関する法律（児童虐待防止法）」の国会通過を図った。児童の虐待事件多発を背景に、超党派の議員立法によって2000年（平成12年）成立した。のち、2004年（平成16年）には同法を改正し、「関係省庁相互間その他関係機関および民間団体の間の連携の強化、民間団体の支援その他」を行ない、児童虐待の防止等のために必要な体制の整備に努めなければならない旨を明文化した。同法において、被虐待児が病院を受診し、虐待を受けたと思われた場合には担当でなくとも速やかに警察に通報する義務があり（第6条）、通告義務は他の法が定める守秘義務より優先される（同条2項）、とも定められた（第6条2項）。
日本では、他にも以下のような状況あるいは特徴が見られる。
- 児童虐待を担当する職員が少ない[15]
- 死因の調査が充分には行われていない
- 離婚後に片親は、子どもにほとんど関与できなくなる（共同養育支援法 全国連絡会「虐待で苦しむ子どもたち」） [16]
- 共働き家庭ほど虐待が少ない[17]

2022年3月の警察庁発表によれば、2020年に警察が児童相談所に通告した18歳未満の子どもは10万8,059人で、前年より1.0%増え、このうち「心理的虐待」が8万304人と約7割を占め、「身体的虐待」は1万9,188人、「育児放棄（ネグレクト）」は8,271人、「性的虐待」は296人であった。
2021年8月27日の厚生労働省の発表では、全国の児童相談所が2020年度に対応した児童虐待件数は過去最多20万5,044件（速報値）で、対前年度比1万2,216件増、調査開始の1990年度から29年連続増。内容は、「心理的虐待」が12万1,334件（59.2%）で最多、「身体的虐待」が5万35件（25.4%）、「ネグレクト」（育児放棄）が3万1,430件（15.3%）、「性的虐待」が2,245件（1.1%）。情報や相談が寄せられた経路は、約50.5%が「警察等」からで、「近隣知人」が約13.5%で続いた。
2023年2月2日の発表によれば、警察庁の2022年に児童虐待の疑いがあるとして警察が児童相談所に通告した18歳未満の子どもは11万5730人（暫定値。前年比7.1％増）で、過去最多を更新した。内訳は心理的虐待が8万4951人（前年比5.8％増）、続いて身体的虐待が2万656人（前年比7.7％増）、育児放棄（ネグレクト）が9801人（前年比18.5％増）、性的虐待が322人（前年比8.8％増）。
2023年3月2日の警察庁の発表によれば、2022年に全国の警察が摘発した児童虐待事件は2181件（前年比7件増）で、過去最多を更新した。内訳は身体的虐待1718件（78.8％）、性的虐待365件（16.7％）、心理的虐待69件（3.2％）、育児放棄（ネグレクト）29件（1.3％）。死亡した子どもは37人（前年比17人減）、うち無理心中17人、出産直後に死亡7人、身体的虐待10人、ネグレクト3人。虐待の疑いがあるとして警察が児童相談所に通告した子どもは11万5762人（前年比7.1％増）で過去最多、うち面前DVは4万7332人。
2024年2月8日の警察庁の発表によれば、警察が児童相談所に児童虐待の疑いがあると通告した18歳未満の子どもの人数は、2023年で12万2806人（暫定値。対前年比6.1％増）で過去最多を更新した。統計が残る2004年から19年連続で増えている。通告の内訳は心理的虐待が最多で9万761人（対前年比6.8％増）で全体の7割強を占め、以下、身体的虐待　2万1520人（同4.2％増）、怠慢・拒否（ネグレクト）　1万205人（同4.1％増）、性的虐待　320人（同0.6％減）だった。摘発された件数は2013年から連続して増加し2023年は2385件（同9.4％増）で、2013年の約5倍。内訳は身体的虐待が最多の1903件（同10.8％増）で、ついで、性的虐待　372件（同1.9％増）だった。

## 民法上の懲戒権と児童虐待との区別
日本の民法第822条は、親権者に「懲戒権」を認めている。

第820条（監護及び教育の権利義務）
親権を行う者は、子の利益のために子の監護及び教育をする権利を有し、義務を負う。
第822条（懲戒）
親権を行う者は、第820条の規定による監護及び教育に必要な範囲内でその子を懲戒することができる。

つまり日本では、民法によって、親権者には子を監護（監督および保護）する権利が定められ、しかもこれは権利であるが同時に義務だとされており、また親権者の義務とされている監護および教育にともなうものとして、懲戒権を認めている。

2000年（平成12年）に「児童虐待の防止等に関する法律（児童虐待防止法）」が制定された結果、民法が親権者に認める懲戒行為と、「児童虐待の防止等に関する法律」でいう「児童虐待」の線引きが問題となった。2016年（平成28年）5月の第190国会において鈴木貴子代議士（新党大地）は、「「児童虐待防止」政策における政府の見解及び認識等に関する質問」（第275号）を行ない、これに対し内閣総理大臣安倍晋三が以下のように答弁した。

お尋ねの「児虐法第二条と民法第八百二十二条との関係」の意味するところが必ずしも明らかでないが、と断りを枕言葉にし、「児童虐待は、子の利益のため子の監護及び教育に必要な範囲内で行われる行為ではないため、民法（明治二十九年法律第八十九号）第八百二十二条の規定による懲戒には含まれない。」（七について）

すなわち、児童虐待とは、子の利益を図る親権者の監護・教育目的を以てなされる以外の子に対する行為をいうのであり、子の利益を図る監護・教育目的を持って親権者が行なう範囲内の子に対する懲戒行為（体罰も含む）については、子に対する愛情から行われた躾であったとしても、社会常識に照らして不相当なものであるときには、正当な懲戒権行使とは言えず、虐待に当たると判例においても否定されている。
しかしながら「しつけ」を名目とした児童虐待が後を絶たないことから、児童虐待法においても、平成28年度改正により第14条児童の親権を行う者は、児童のしつけに際して、民法（明治29年法律第89号）第820条の規定による監護及び教育に必要な範囲を超えて当該児童を懲戒してはならず、当該児童の親権の適切な行使に配慮しなければならないと規定され、なお、第2項において、児童の親権を行う者は、児童虐待に係る暴行罪、傷害罪その他の犯罪について、当該児童の親権を行う者であることを理由として、その責めを免れることはないと明記されている。
そもそも歴史的に、旧刑法 (1880〔明治13〕年公布)まで、明治以降の最初の刑法である「新律綱領」（1870〔明治3〕年）では、祖父母・両親は教えに従わない子を誤って殺しても罪には問われなかった経緯がある。その後、旧民法第152条で、「子ノ行状」に「重大ナル不満意ノ事由」がある場合、区裁判所に申請して、子を「感化場」または「懲戒場」に入れることができるという出願懲治の制度を定めた。古くは成人全般または親から独立していない成人も対象となっていた。2011年民法改正では、かつてあった「矯正院」といった懲戒場に該当するものが無くなっていた実態もあり、822条の規定が改正された。これらのことから、懲戒権の規定を設けた意義が矯正院のなくなった1948年当時には既に失われていたとの意見もある。
日本政府は、平成25年の国連人権理事会（普遍的・定期的審査）において、民法第822条で許される「懲戒」は「体罰」とは異なる概念である（「This provision does not allow for corporal punishment.」）と報告し、学校及び家庭内の体罰は禁止されていると発表しており、全ての状況における体罰を明示的に禁止することという勧告をフォローアップすることに同意している。また、2006年国連事務総長の子どもに対する暴力に関する報告書においてパウロ・ピネイロは条約国に優先勧告として、あらゆる形の暴力を早急に禁じ、あらゆる体罰がこの範疇に含まれることを明示した。日本政府は2008年と2012年に人権理事会の普遍的定期審査（UPR）の調査で、体罰を禁じる勧告を受け入れている。国連の動きを受け、2013年8月には「子ども虐待の手引き」が改正され、「叩く」行為も身体的虐待に追加されている。東京都では都道府県として初となる「東京都子供への虐待の防止等に関する条例」における親の体罰を禁止規定を設け2019年4月1日から施行している。2019年3月現在では、野田市の虐待死をきっかけにした厚生労働省が示した児童虐待防止法などの改正案の概要では、子どものしつけにあたって親の体罰を禁止し、親が子を戒める民法の「懲戒権」の見直しを改正法の施行後5年をめどに検討するとしている。令和元年改正法の検討過程においては、懲戒権に関する規定の在り方の再検討を強く求める指摘がされ，その附則において，「政府は，この法律の施行後2年を目途として，民法第822条の規定の在り方について検討を加え，必要があると認めるときは，その結果に基づいて必要な措置を講ずるものとする」 との検討条項が設けられた。令和元年6月に成立した児童福祉法等の改正法において、体罰が許されないものであることが法定化され、令和2年4月1日から施行した。
厚生労働省の「子ども虐待対応の手引き」には、虐待の定義はあくまで子ども側の定義であり、親の意図とは無関係で、親はいくら一生懸命であっても、子ども側にとって有害な行為であれば虐待であり、その行為を親の意図で判断するのではなく、子どもにとって有害かどうかで判断するように視点を変えなくてはならないとの趣旨の、子どもの虹虐待センター所長であった小林美智子の言葉が掲載されている。

## 統計

### 相談件数
| 年度                 | 相談件数 |
| -------------------- | -------- |
| 1990年（平成02年）度 | 01,101   |
| 1995年（平成07年）度 | 02,722   |
| 2000年（平成12年）度 | 17,725   |
| 2005年（平成17年）度 | 34,472   |
| 2010年（平成22年）度 | 56,384   |
| 2015年（平成27年）度 | 103,286  |
| 2020年（令和02年）度 | 205,044  |

日本の児童虐待相談件数は統計開始の1990年度（平成2年度）の1,101件から毎年増加し、2020年度（令和2年度）には205,044件になった。「相談件数」の増加を実際に虐待が近年急増していると捉えるべきか、実際の虐待数はもっと多くて発覚する件数が増えていると捉えるべきなのかについて、九州保健福祉大学の大堂庄三も、「急増論は根拠がない」と指摘している。
2016年4月からは、警察庁から日本の警察に対し積極的な通告を行うよう指示がなされ、同年の警察による児童虐待の通告は5万4227人と当時として過去最大となり、その後も増加し、2021年には10万8,059人となり、過去最大の記録を更新している。警察庁は背景として、児童虐待に対する意識の高まりから、学校や近隣による通報が増加したことがあるとした。通告の内容としては、2021年は心理的虐待が最も多く、全体の74.3%占め、中でも面前DVが4万5,972人と最多であった。平成16年（2004年）の「児童虐待の防止等に関する法律」の改正により、子どもの目前でのDVも児童虐待（心理的虐待）に当たることが明確化されたことが、通告件数を押し上げている。

### 相談（通報）された案件の内訳
「2020年度（令和2年度）に全国の児童相談所で対応した児童虐待相談対応件数は、205,044件」であった。
令和2年度（2020年4月 - 2021年3月）に相談（通報）された件について、虐待内容による分類は「心理的虐待が121,334件(59.2%)と多く、次いで身体的虐待が50,035件(25.4%)、ネグレクトが31,430件(15.3%)」と集計された。児童相談所に寄せられた虐待の経路は、警察が103,625件と半分を占めており、次いで近隣知人が27,641件(13.5%)であった。虐待されていた児童の年齢は0～2歳が19.3%（39,658人）、3～6歳が25.7%（52,601人）、7～12歳が34.2%（70, 111人）、13～15歳が13.7%（28,071人）、16～18歳が7.1%（14,603人）。相談された件では、虐待をする者は、47.4%が実母、41.3%が実父、義父・義母は合わせて5.7%である。
平成18年度に関しては、性別では男児52.3%、女児47.7%で男児が若干多い。ただし性的虐待に関しては、97.1%が女児で中高校生が65.0%と、傾向が異なるとされた。
1999年（平成11年）の集計によれば、虐待をしているのは58.0%が実母、25.0%が実父であり、義父・義母は合わせて9.3%である（残りはその他）。母の職業は3分の2が主婦・無職で、在宅型が多い。虐待者の学歴は1993年（平成5年） - 1995年（平成7年）の統計において、中卒が34.3%、高卒が12.2%、高校中退が6.7%、大卒では2.4%であった（ただし、同統計において「その他・不明」が44.4%となっていて、その割合が大きいことに留意）。性的虐待では、虐待者の9割近くが中卒であるとの統計もある。経済状況に関しては、（調査者が主観的に判断したところでは）1993 - 1995年の統計において、「貧困」52.5%、「普通」31.5%、「裕福」2.6%、だそうである。
自らも虐待を受けた者の割合については、2007年（平成19年）の統計では、9.1% - 39.6%とされた。
全国児童相談所長会が一時保護に親が同意しなかった614人の児童（平均年齢8.5歳）に対して調査した結果得た集計では、「「生命の危機がある」38人 (6.2%)、継続的治療が必要な外傷があるなど「重度の虐待」158人 (25.7%)、慢性的に暴力を受けるなど「中程度の虐待」254人 (41.4%)」である。同調査によると、虐待が開始されてから児童相談所が一時保護するまでの期間は、3年以上（146人、23.8%）、1年以上3年未満（124人、20.2%）、6か月以上1年未満（82人、13.4%）、1か月以上6か月未満（108人、17.6%）、1か月未満（104人、16.9%）、無回答（50人、8.1%）である。
児童相談所が児童虐待をした保護者に改善指導している途中、保護者の転居により行方が分からなくなってしまった児童の数が2009年だけでも39人いる。
大阪府総合医療センター小児科の報告によれば、2000年（平成12年）から2010年（平成22年）までの10年間に同センターに入院した被虐児215例を検討したところ、主たる虐待者は、実母が55%、実父が18%であった。また入院前より児童相談所に通告されていたのは、全体の26%であった。

## 保護者以外の主体による児童虐待
児童にとって、虐待は誰がこれを行なったかに関わりなく、上記のような悪影響を及ぼす。保護者以外の主体による児童虐待には、次のようなものがある：

### 学校体罰
日本の学校教育法の第11条は、「校長および教員が、教育上必要があると認めるときは、文部科学大臣の定めるところにより、学生、生徒および児童に懲戒を加えることができる」と定めている。ただし、同法の場合は、同時に体罰を加えることはできないとして、学校体罰を明確に禁止している。体育授業中などで認められる懲戒としては、通常行われているような、運動場内のマラソン・うさぎ飛び・正座などであって、社会通念上（懲戒として）相当にして、かつ危険をともなわないことを要する、とする判例はある。同法で教師に認められた懲戒、から逸脱ししている体罰は「殴る」「蹴る」や「用便（トイレにゆくこと）を認めない」などだと解釈されている。

## 関係機関
日本において、虐待された子供の救済、保護を担当するのは、児童相談所である。児童虐待または児童虐待の疑いを発見した場合の通告・相談先も、児童相談所である（ただし緊急の場合は警察に連絡）。
他に児童虐待防止に貢献している機関として、次のものがある。

### 保健機関
保健機関も児童虐待防止に貢献している。保健機関とは市町村保健センターと保健所を指す。母子保健事業は、保健所では未熟児や障害児などに対する事業、市町村保健センターは乳幼児健診や育児教室といった一般市民が利用できる事業を実施している。虐待に関し保健機関で行なっていることは、親を育てることにつきる。妊娠中から若年妊娠や母子家庭、低出生体重児といった虐待ハイリスクに対し、相手の土俵である家庭への訪問を繰り返す。そして、一緒に育児をしながら親子関係を育て、訪問者との信頼関係を築き、仲間づくりを促進して孤立を防ぐといった支援を行なっている。以上のような保健機関の活動は虐待予防に貢献している。実際、日本の児童虐待の12.5 %は保健機関で発見されているという統計がある。
また、虐待は、親が心の問題を抱えていることがリスク因子の一つであり（このことは全国主要病院小児科・被虐待児調査でも明らかにされた）、そのような親に対し、保健所では精神保健事業も行なっている。そのため、保健機関は母子保健だけでなく、精神保健の面からも虐待予防に貢献しているということができる。

### 医療機関
子供を診療する機会がある医療機関においては、被虐待児を診療する機会もある。実態調査からは、1年間で全国の小児医療機関の約1/4で被虐待児が診療されており、累積的には80 %の医療機関で診療が行われていることが推測されている。このような被虐待児の診療を通して、医療機関で虐待が発見されることがある。
しかし、医療現場における虐待予防にも課題がある。渡部誠一らによる2005年（平成17年）の調査によれば、日本において全体では約90%の医師が子ども虐待に関心を持っていたという。しかし、実際に通告することについては、60%前後の医師が抵抗があると回答していた。通告や子ども虐待へ関わることの抵抗と躊躇の背景として、虐待診断に自信がない、診療時間外の仕事になり時間がとれない、家族とのトラブルが心配、の3点を大きなものとして医師はあげていたという。子ども虐待に対する一般医師の関わりを支援するためには、これら3点の対応を検討する必要がある、という指摘がある。一方で、子どもの患者に対する医療過誤（細菌汚染）を、虚偽の虐待通告により被害児童を児相送致し隠蔽されたとの保護者の主張もある。

### 学校
学校が児童虐待防止に果たす役割も大きい。児童虐待への対応において、学校は以下の様な特徴をあげることができる。
- 他の児童福祉施設、保健・医療機関または警察関係機関などと比べても、その量的規模が圧倒的に大きい。
- 教員免許を持ち、様々な研修を経た教員がおり、その人的規模が圧倒的に大きい。
- 子供が一日の大半を過ごす場所であり、教職員は日常的に子供たちと長時間接していることで、その変化に気づきやすい立場にいる。
- 養護教諭、生徒指導主任、学年主任、教頭、校長、スクールカウンセラーなどの異なる知識・経験・能力を持った職員集団がいる。そのため、複数でチームとなって課題解決に当たることができる。
- 家庭や保護者に対して働きかけをすることができる。

これらのことから、学校は児童生徒に対して網羅的に目配りができ、日常的な変化に敏感に反応して対応できる。実際に、小学校の学級担任が子供の様子から虐待を疑い、児童相談所に通告し、児童が保護された事例もある。学校は全児童虐待の13.5 %の発見に関わっている。
なお、高校などでは、近い将来親になる生徒に、児童虐待について授業を行い、児童虐待を防止しようとする試みもある。

## その他の諸問題

### 凶悪虐待事案の見逃し
| 期間                              | 虐待死（人） | 心中死（人） | 計（人） |
| --------------------------------- | ------------ | ------------ | -------- |
| 2004(H16).01.01 - 2004(H16).12.31 | 50           | 08           | 58       |
| 2005(H17).01.01 - 2005(H17).12.31 | 56           | 30           | 86       |
| 2006(H18).01.01 - 2006(H18).12.31 | 61           | 65           | 126      |
| 2007(H19).01.01 - 2008(H20).03.31 | 78           | 64           | 142      |
| 2008(H20).04.01 - 2009(H21).03.31 | 67           | 61           | 128      |
| 2009(H21).04.01 - 2010(H22).03.31 | 49           | 39           | 88       |
| 2010(H22).04.01 - 2011(H23).03.31 | 51           | 47           | 98       |
| 2011(H23).04.01 - 2012(H24).03.31 | 58           | 41           | 99       |
| 2012(H24).04.01 - 2013(H25).03.31 | 51           | 39           | 90       |
| 2013(H25).04.01 - 2014(H26).03.31 | 36           | 33           | 69       |
| 2014(H26).04.01 - 2015(H27).03.31 | 44           | 27           | 71       |
| 2015(H27).04.01 - 2016(H28).03.31 | 52           | 32           | 84       |
| 2016(H28).04.01 - 2017(H29).03.31 | 49           | 28           | 77       |
| 2017(H29).04.01 - 2018(H30).03.31 | 52           | 13           | 65       |
| 2018(H30).04.01 - 2019(H31).03.31 | 54           | 19           | 73       |

厚生労働省の令和元年度（2019年度）の統計によると、1年間で51例54人の児童（幼児）が虐待死している。死亡した児童の年齢は0歳児が40.7%で最も多く、1歳児は11.1%で、死亡した児童の68.5%が0 - 5歳、同年の統計の最年長は不明を除き10歳。
嬰児殺は1940年代後半には400件近くあったものが、2018年には12件(内、既遂9件)となっている。
通常の虐待事例と同じく、加害者としては実母が最も多く46.3%で、実父は16.7%、実父母両方は、13.0%である。そして、3歳未満と3歳以上のどちらの場合も実母が多い。また望まない妊娠／計画していない妊娠が24.1%あり、10代の妊娠が26.9%である。特に、10代妊娠は、我が国において全出生数のうち母親の年齢が10代の割合は約1.3%前後に過ぎないにも関わらず、心中以外の虐待死事例における「10代妊娠」の平均割合は17.5%であり、その割合の高さは顕著である。
養育者については実父母が58.8%、一人親（未婚）が13.7%、一人親（離婚）が18.0%であった（判明したもののみ集計）。加害の動機については、「しつけのつもり」(5.6%)、「泣きやまないことにいらだったため」(3.7%)などがある（動機が判明しているもののみを集計）。特殊なものとしては「保護を怠ったことによる死亡」が14.8%、代理ミュンヒハウゼン症候群とアルコール又は薬物依存に起因した精神症状が共に0.0%である。また揺さぶられ症候群による頭蓋内出血による死亡は平成29年4月から平成31年3月までの間で疑いを含めて9件であった。
なお、平成30年度（2018年度）の統計では「子どもの暴力などから身を守る」、「慢性の疾患や障害の苦しみから子どもを救おうという主観的意図」などの子供の側の要因による殺人は1件もなく、平成16年度（2004年度）まで遡っても、前者で0件、後者では5件である。
日本法医学会の「被虐待児の法医解剖例に関する調査 平成19(2007)年～平成26(2014)年」によれば、平成19年(2007年)～平成26年(2014年)の8年の間で、無理心中や嬰児殺を含めて、395例あった。被虐児が身体的虐待で死亡した場合の加害者は、死亡例133例中、実母42%、実父34%、継父（母の内縁の夫）13%、継母（父の内縁の妻）2%であった。更に、ネグレストで死亡した場合は、死亡例33人中、加害者は、実母65%、実父30%、継父（母の内縁の夫）5%であった。
1人か2人の義理の親と住んでいるこども子どもは、実の親とのみ暮らしている子どもの、およそ70倍～100倍もの致死的な虐待を受ける危険性がある。
児童の虐待死のうち、事前に児童相談所に通報が無かったものは79.5%であり、児童相談所が把握しているのは実際の虐待の一部分だけである。
厚生労働省は令和2年度予算に子どもの死因究明（Child Death Review）について、制度化に向け、モデル事業として関係機関による連絡調整、子ど もの死因究明に係るデータ収集及び整理等を行うための予算を計上した。

#### 心中
厚生労働省の平成30年度（2018年度）の統計によると、1年間に心中に際して殺された児童は13例19人であった（心中未遂で子どもは殺されたが加害者が死亡しなかった事例を含む）。殺された児童の年齢については、0歳が31.6%、1歳が5.3%、2歳が0%、3歳が0%で、3歳以下が36.8%を占めている。同年の統計の最年長は14歳。主たる加害者の殆どは実母か実父母によって起こされたものであり、7割近くが実母による者である。
2016年（平成28年）1月に埼玉県狭山市のマンションで、3歳の女児が死亡しているのが見つかり、母親とその内縁夫が女児の火傷を放置したとして保護責任者遺棄容疑で逮捕され、女児の体から暴行痕も見つかった事件が発生した。山梨県立大学教授の西澤哲は、母親が10代で出産したシングルマザーで別のパートナーがおり、女児が乳幼児健診を受けていなかったことを挙げ、「虐待の典型」と指摘した。

#### 行政の怠慢
2017年（平成29年）5月に兵庫県姫路市で、次男に暴行を加え重傷を負わせたとして夫婦が傷害罪で起訴される事件があったが、この際、市が虐待の事実を把握していながら、虐待のリスクを「緊急性が低い」などと過小評価して、一時保護などの対応を取らなかったことが判明している。

#### 犯罪
2014年3月に埼玉県川口市で17歳の少年が金銭目的で祖父母を殺害して強盗殺人容疑で逮捕され、裁判で懲役15年の判決が下った。証言から、少年は実母と養父から身体的・性的虐待を受けてきてこと、小学5年生から学校に通わせてもらえず野宿などをしながら各地を転々とし、義父と別れたのちも働かない母親の命令で、少年が被害者である祖父母や親戚に借金を繰り返し、盗みや就労で生活費の工面をし、異父妹の面倒も見ていたことなどがわかった。裁判では、長期にわたる虐待により学習性無力症となり、虐待児によく見られる「見捨てられ不安」を利用した母親の心理的操作の影響を受けた結果の犯行であることが指摘され、少年が極悪な環境にいることを感じながら周囲の大人や社会が救えなかったこと、一度接触のあった児童相談所が虐待を見逃したことなども問題視された。